# En el Moulin-Rouge, el baile
En el Moulin-Rouge, el baile o Baile en el Moulin Rouge (Dressage des nouvelles par Valentin-le-Désossé) es un cuadro del pintor francés Henri de Toulouse-Lautrec. Está realizado al óleo sobre lienzo. Mide 115 cm de alto y 150 cm de ancho. Fue pintado en 1890, encontrándose actualmente en el Museo de Arte de Filadelfia, formando parte de la colección McIlhenny, Filadelfia, Estados Unidos. 
Fue expuesto en el año 1890 en el Salón de los independientes.
El recién inaugurado Moulin Rouge es visto por Lautrec en clave casi de caricatura, captado en un momento de frecuentación por parte de la sociedad parisina. Diversos personajes interactúan entre ellos, se apoyan en la barra del bar, discuten y observan a las bailarinas. Gracias a la línea pictórica que guía el ojo hacia los personajes en segundo plano a través de una hábil disposición de los elementos sobre la tela. Allí se entrevé a un hombre con la cara de calavera y a la pelirroja bailarina Jane Avril, musa del pintor. En ese segundo plano están retratados otros amigos del pintor, los también pintores M. Guibert, F. Gauzi y Marcellin Desboutin y el fotógrafo P. Sescau. 
En frente de ellos, a la izquierda del cuadro, Valentin-le-Désossé (Valentín el descoyuntado), famoso vividor de la época, dirige a otra bailarina, anónima. Es pelirroja y fuerte, lo que hace pensar en La Goulue en una actuación en público. El movimiento de estos bailarines contrasta con la quietud del público. Una inscripción escrita en la parte posterior del cuadro por el artista descubierta en los años 1990 dice: "Dressage des nouvelles par Valentin le Désossé" (Instrucción de los nuevos por Valentín el Deshuesado), lo que significa que se representa al conocido bailarín aficionado dando clases a la última incorporación del local.
En el primer plano, una llamativa dama con guantes negros, vestido rosa y sombrero. ¿Una dama aristocrática que se prestó a una noche de locuras en el cabaret o una prostituta? Los asiduos a esos ambientes no habrían dudado en reconocer a una cortesana: la sonrisa discreta, la pose conquistadora, la ropa patéticamente lujosa son detalles tan silenciosos como elocuentes.